# Brian Maloney
Brian Maloney (* 27. September 1978 in Bassano, Alberta) ist ein ehemaliger kanadischer Eishockeyspieler, der im Verlauf seiner aktiven Karriere zwischen 1999 und 2014 unter anderem 144 Spiele für die Krefeld Pinguine und Straubing Tigers aus der Deutschen Eishockey Liga auf der Position des linken Flügelstürmers bestritten hat. Darüber hinaus absolvierte Maloney weitere 120 Partien in der zweithöchsten deutschen Spielklasse für die Ravensburg Towerstars.

## Karriere
Maloney begann seine Karriere im Sommer 1996 in der kanadischen Juniorenligen Alberta Junior Hockey League (AJHL) und British Columbia Hockey League (BCHL), in denen er für die Olds Grizzlys und Chilliwack Chiefs aktiv war. Bereits in seiner zweiten Saison bei den Chiefs war der Linksschütze einer der punktbesten Flügelstürmer in seinem Team und konnte in 60 Partien 115 Scorerpunkte erzielen.
Anschließend erhielt Maloney im Sommer 1999 ein Stipendium an der Michigan State University, mit der er fortan in der US-amerikanischen Collegeliga Central Collegiate Hockey Association (CCHA) spielte. Dort gehörte der Angreifer zu den Leistungsträgern im Team und konnte konstant seine Punkteausbeute steigern. Nachdem er sein Studium beendet hatte, wechselte Maloney während der Saison 2002/03 – ohne je gedraftet worden zu sein – in die American Hockey League (AHL) zu den Chicago Wolves, dem Farmteam der Atlanta Thrashers aus der National Hockey League (NHL). In seiner Zeit bei den Wolves erhielt der Kanadier jedoch nie die Chance, sich in der NHL zu beweisen und so entschied er sich trotz guter Statistiken für einen Wechsel in die Organisation der Ottawa Senators. Auch das kanadische Franchise setzte ihn jedoch – wie bereits zuvor die Thrashers – ausschließlich bei ihrem Kooperationspartner, den Binghamton Senators, ein. Der Linksschütze absolvierte in Binghamton 39 Spiele und erzielte dabei 13 Scorerpunkte.
Zur Saison 2007/08 unterschrieb der Stürmer einen Vertrag bei den Krefeld Pinguinen aus der Deutschen Eishockey Liga (DEL). Mit den Krefeldern verpasste Maloney mit einem elften Platz nach der Hauptrunde knapp die Playoffs. Insgesamt trug der Kanadier 54-mal das Trikot des KEV und konnte 38 Punkte erzielen. Sein Vertrag wurde zum Ende der Spielzeit jedoch nicht verlängert, sodass der Angreifer zur Spielzeit 2008/09 innerhalb der Liga zu den Straubing Tigers wechselte, wo er einen Zweijahresvertrag erhielt. Er verließ Straubing nach der Saison 2009/10 und heuerte bei den Ravensburg Towerstars aus der 2. Bundesliga an. Zur Saison 2011/12 wechselte Maloney zum HC Thurgau in die National League B (NLB). Ab Januar 2012 spielte er wieder bei den Ravensburgern in der 2. Bundesliga. Im März 2014 gab Brian Maloney aus gesundheitlichen Gründen seinen Rückzug vom aktiven Eishockeysport bekannt und begann als Trainer sowie General Manager bei denChilliwack Chiefs in er BCHL zu arbeiten.

## Erfolge und Auszeichnungen
- 2011 Meister der 2. Bundesliga mit den Ravensburg Towerstars